# Рутенат натрия
Рутенат натрия — неорганическое соединение, 
соль металла натрия и несуществующей рутениевой кислоты
с формулой Na2RuO4,
кристаллы,
растворяется в воде,
образует кристаллогидрат.

## Получение
- Сплавление диоксида рутения с пероксидом натрия при повышенном давлении кислорода:

{\displaystyle {\mathsf {RuO_{2}+Na_{2}O_{2}\ {\xrightarrow {T}}\ Na_{2}RuO_{4}}}}

## Физические свойства
Рутенат натрия образует кристаллы
моноклинной сингонии, пространственная группа P 21/c, параметры ячейки a = 1,0721 нм, b = 0,7033 нм, c = 1,0871 нм, β = 119,10°, Z = 8
.
Кристаллы при температуре 50 К переходят в антиферромагнитное состояние.
Растворяется в воде.
Растворы неустойчивы и имеют оранжево-красный цвет.
Образует кристаллогидрат состава Na2RuO4•H2O.